# Ferdinand Heinke

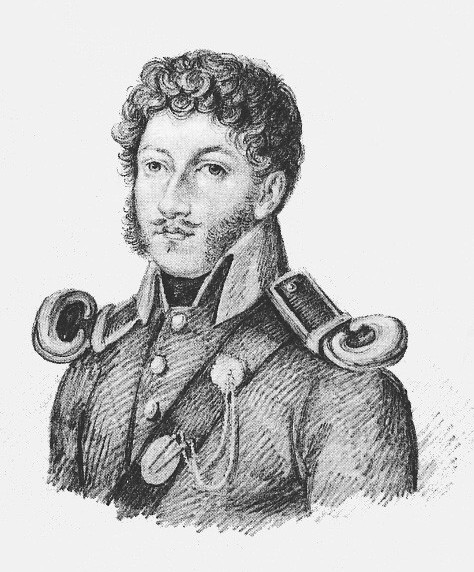
Ferdinand Heinke im Jahr 1813

Ferdinand Wilhelm Heinke (* 8. November 1782 in Breslau; † 14. März 1857 ebenda) war Jurist und preußischer Beamter.

## Leben
Ferdinand Heinke wurde als Sohn eines Kürschnermeisters und Pelzhändlers geboren. Nach dem Abitur im Jahr 1802 am Elisabet-Gymnasium in Breslau studierte er Jura in Halle (Saale). In Breslau folgte er dem Aufruf „An Mein Volk“ des Preußischen Königs Friedrich Wilhelm III. und nahm als Premierleutnant des 8. Schlesischen-Landwehr-Kavallerie-Regiment an den Befreiungskriegen gegen Napoleon in der Schlesischen Armee unter den Generälen Gneisenau und Friedrich von Kleist Graf von Nollendorf teil.
In den Jahren 1813 und 1814 weilte er als Adjutant von Major Friedrich Anton Ulrich Carl Leopold  von Kleist in Weimar. Kleist war als Stadtkommandant von Weimar eingesetzt und Ferdinand Heinke hatte als sein Stellvertreter weitgehende Vollmachten. Er kannte die Ehefrau Johann Wolfgang von Goethes aus seiner Studienzeit in Halle (Saale). Schnell machte er Bekanntschaft mit Goethe persönlich und war bei ihm oft ein gern gesehener Gast, wie auch im Hause der Schopenhauer und am Hofe des Weimarer Herzogs (ab 1815 Großherzog) Karl August. Mit Ottilie von Pogwisch, der späteren Ehefrau August von Goethes und deren Freundin Adele Schopenhauer verbrachte er viele kulturelle Höhepunkte in Weimar.
Belege dafür gibt es in Weimar (Briefwechsel der Ottilie von Goethe). Ein vorhandenes Tagebuch von Ferdinand Heinke gilt als wertvolles Zeitdokument. Es wurde von Thomas Mann in „Lotte in Weimar“ verwendet, allerdings in „dichterischer Freiheit“.
Nach Breslau zurückgekehrt machte er Karriere als  Mitdirektor des Breslauer Aktientheaters, wo er etwa im Mai 1819 Maria Stuart dramaturgisch leitete, Polizeipräsident ab 1824, Ehrenbürger ab 1831, Kurator der Schlesischen Friedrich-Wilhelms-Universität ab 1832 und Geheimbevollmächtigter derselben ab 1835.
Am 23. August 1841, am selben Tag an dem Hoffmann von Fallersleben auf Helgoland das Deutschlandlied niederschrieb, zeigte Heinke diesen bei Kultusminister Johann Albrecht Friedrich von Eichhorn an. Damit kam er der Anweisung nach, Professoren zu melden, die sich kritisch zu den staatlichen Verhältnissen äußerten. Grund waren die „Unpolitischen Lieder“ Fallerslebens. Am 3. November 1841 führte Heinke die erste Vernehmung Fallerslebens durch. Dies war der Beginn eines Verfahrens gegen Fallersleben. Am 28. Januar 1842 legte Heinke dem preußischen Staatsministerium ein Gutachten im Fall Fallersleben vor. Am Ende des Verfahrens stand die Entlassung Fallerslebens als ordentlicher Professor. Im März 1850 zeigte Ferdinand Heinke Christian Gottfried Daniel Nees von Esenbeck beim preußischen Kultusminister Adalbert von Ladenberg an. Er hatte berichtet, dass Esenbeck sich an der Arbeiterverbrüderung beteiligt hatte. Der Minister ordnete eine Hausdurchsuchung an und zwang Esenbeck zum Austritt. Im September 1850 forderte Friedrich Wilhelm IV. weitere Untersuchungen gegen Esenbeck.
Ferdinand Heinke starb 1857 an den Folgen eines Schlagflusses.

## Familie
Im Jahr 1815 schloss Ferdinand Heinke die Ehe mit Charlotte „Lottina“ Werner (* um Januar 1787, † 29. Januar 1868 in Berlin; bestattet in Breslau) Aus der Verbindung gingen sieben Kinder hervor:
- Friedrich Reinhold (* um Juni 1818 in Breslau, † 11. Januar 1892 in Berlin), ledig[11]
- Hermann († 11. April 1854), Arzt[12]
- Maximilian (* um März 1822 in Breslau, † 31. Dezember 1889 in Hirschberg) war königlicher Landgerichtsrat[13].
- Ottilie Fanny Friederike (* um August 1823 in Breslau; † 2. November 1888 in Schöneberg), ledig[14], war eine Komponistin und Klavierpädagogin, die auch für Kinder tätig war.
- Clara Friederike (* um 24. Juni 1824 in Breslau, † 9. Januar 1892 in Schöneberg), ledig[15], wurde bekannt als Malerin und Gründungsmitglied des Vereins der Berliner Künstlerinnen.[16] Sie war mit dem dänischen Dichter Hans Christian Andersen befreundet und  auch künstlerisch für ihn tätig.
- Cordelia Friederike (* um 1825/1826, † 12. Januar 1866 in Berlin), ledig[17][18][19]
- Hedwig Friederike (* um 1828/1829 in Breslau,† 6. Dezember 1909 in Berlin), ledig[20]

## Auszeichnungen und Mitgliedschaften
- 1814: Träger des EK II. Klasse
- 1831: Ehrenbürger Breslaus
- 1854: Mitglied der Leopoldina[21]
- Ritter des Roten Adlerordens II. Klasse mit Eichenlaub
- Kaiserlich Russischer Stanislaus-Orden II. Klasse
- Dr. jur. h. c.; Dr. phil. h. c.